# Yongam-dong
Yongam-dong (koreanska: 용암동) är en stadsdel i stadsdistriktet Sangdang-gu i staden Cheongju i Sydkorea. Den ligger i provinsen Norra Chungcheong, i den centrala delen av landet, 115 km söder om huvudstaden Seoul.

## Indelning
Administrativt är Yongam-dong indelat i:
| Namn    | Namn              | Yta km² | Invånare 31 dec 2019 |
| ------- | ----------------- | ------- | -------------------- |
| 용암1동 | Yongam 1(il)-dong | 8,87    | 43 319               |
| 용암2동 | Yongam 2(i)-dong  | 13,63   | 33 517               |